# Masjid al-Faruq
Masjid al-Faruq er en moské beliggende på Nørrebro i København med tilknytning til Hizb ut-Tahrir. Moskeen blev oprettet i 2014 af foreningen "Foreningen for Islamisk Kultur og Viden" som står bag lejemålet af moskeens lokaler på Heimdalsgade.

## Kontroverser
Omar Abdel Hamid el-Hussein var i moskéen dagen før han udførte Terrorangrebene i København 2015. Tjenesten den dag inkluderede referencer til at Muhammed førte krig mod jøderne, og beskyldte vestlig civilisation for at lede ikke-muslimer til korruption.
I juli 2018 aflagde Mundhir Abdallah, som er medlem af Hizb ut-Tahrir, en prædiken som inkluderede citatet:
| Citat            | Dommedag oprinder ikke, førend muslimerne bekæmper jøderne, således at muslimerne slår dem ihjel, og jøden vil skjule sig bag sten og træer, og stenen og træerne vil sige: ’O muslim, O Guds tilbeder, der er en jøde bag mig, så kom og dræb ham’ | Citat |
| Mundhir Abdallah | |       |

For dette blev han anklaget iht. §266(b) og §136 stk. 3 af den danske straffelov (som hhv. går under navnet racismeparagraffen og forkynderloven), hvoraf den sidste forbyder religiøse undervisere i "som led i religiøs oplæring [at] udtrykkeligt billig[e]" visse strafbare handlinger, heraf manddrab. Forsvaret argumenterede for, at Abdallah skulle frifindes fordi prædikenen var baseret på et hadithisk citat, fordi det skulle referere til Israel og ikke jøder generelt, og fordi det var tænkt som en "profeti" og ikke en opfordring. Han blev fundet skyldig i begge anklager.
D. 4. oktober 2018 fremsatte 6 politikere fra Dansk Folkeparti et forslag om at forbyde moskéen, men forslaget blev ikke vedtaget. December 2018 fortalte justitsminister Søren Pape Poulsen, at justitsministeriet ikke fandt hjemmel i grundloven herfor:
| Citat              | Hvis der inden for Grundlovens rammer viser sig mulighed for at opløse foreningen bag, skal vi forfølge den mulighed. Men Justitsministeriet har ikke vurderet, at det er en mulighed | Citat |
| Søren Pape Poulsen | |       |